# Stadion am Hessenteich
Das Stadion der Bezirkssportanlage Am Hessenteich (kurz: Stadion Hessenteich) ist ein Fußballstadion mit Aschenbahn im Stadtteil Langendreer der nordrhein-westfälischen Großstadt Bochum, im Zentrum des Ruhrgebiets.

## Geschichte
Die Anlage bietet Platz für 7000 Zuschauer und verfügt im Westen über eine überdachte Tribüne. Das Stadion ist die Heimspielstätte des ehemaligen Fußballoberligisten SV Langendreer 04. Neben dem mit einer Aschenbahn umgebenen Rasenplatz gehören ein Kunstrasenplatz und die sogenannte Pappelwiese zum Stadionkomplex. Die Pappelwiese ist ein in Eigenregie der Jugendabteilung angelegtes Spielfeld, welches für die Trainingsarbeit der Jugendmannschaften genutzt wird. Neben dem Stadion befinden sich zahlreiche Tennisplätze und eine Beachvolleyballanlage der SV Langendreer 04.
Das Fußballstadion liegt in der Nähe des Hauses Langendreer. Heutzutage befindet sich hier eine Schule für hörgeschädigte Kinder und Jugendliche und eine Förderschule (Schule am Haus Langendreer LWL-Förderschule mit dem Förderschwerpunkt körperliche und motorische Entwicklung) mit insgesamt etwa 300 Schülern in der Anlage.
Das Stadion Hessenteich war 2006 ein Austragungsort der 4. Fußball-Weltmeisterschaft der Menschen mit Behinderung: Am 10. September des Jahres wurde hier ein Spiel der ersten Hauptrunde ausgetragen. Die Mannschaft Mexikos gewann gegen Australien mit 10:0.
Auch wird die Sportanlage für die schulischen Bundesjugendspiele genutzt.